# Meir Kahane
Meir David HaKohen Kahane (hebraisk: רבי מאיר דוד הכהן כהנא, født Martin David Kahane; 1. august 1932 - 5. november 1990) var en amerikansk-født israelsk ordineret ortodoks rabbiner, forfatter og ultranationalistisk politiker, der sad en periode i Israels Knesset, før han blev dømt for terrorhandlinger. En medstifter af Jewish Defense League (JDL) og grundlægger af det israelske politiske parti Kach, og han havde stærke holdninger mod antisemitisme.
Ifølge hans enke organiserede han forsvarspatruljer og patruljer i jødiske kvarterer og krævede, at Sovjetunionen løslod sine undertrykte jøder. Han støttede vold mod dem, han betragtede som fjender af det jødiske folk, og opfordrede til øjeblikkelig jødisk massemigration til Israel for at undgå et potentielt "Holocaust" i USA, og populariserede sloganet Never Again gennem en bog af samme navn. Han støttede begrænsningen af Israels demokrati til dets jødiske borgere og støttede annekteringen af Vestbredden og Gazastriben.
I 1968 var Kahane en af medstifterne af JDL i USA. I 1971 var han med til at stifte Kach ("Således"), et nyt politisk parti i Israel. Samme år blev han dømt i New York for sammensværgelse til fremstilling af sprængstoffer og fik en betinget dom på fem år. I Israel blev han dømt for at have planlagt at sprænge den libyske ambassade i Bruxelles i luften som hævn for massakren på 11 israelske atleter ved sommer-OL 1972 i München, og modtog en betinget dom og betinget fængsel. I 1984 blev han medlem af Knesset, da Kach fik sin eneste plads ved parlamentsvalget. Kahane blev boykottet på tværs af gangene i Knesset og talte ofte foran et tomt kammer. På samme måde undgik Israel Broadcasting Authority at dække hans aktiviteter. Den centrale valgkomité forsøgte at forbyde Kahane at stille op ved valget i 1984, men dette forbud blev omstødt af højesteret, fordi der ikke var nogen lov, der støttede det. Som svar godkendte Knesset en ad hoc-lov, der tillod forbud mod partier, der er "racistiske" eller "udemokratiske". I 1988, på trods af meningsmålinger, der viste, at Kach vandt popularitet, delvist på grund af den igangværende Første Intifada, blev Kach forbudt at deltage i det års valg.
Kahane offentliggjorde sin "kahanisme"-ideologi, som han hævdede simpelthen var Torah-jødedom baseret på Halakha (jødisk lov), gennem offentliggjorte værker, ugentlige artikler, taler, debatter på universitetscampusser og i synagoger i hele USA, og optrædener i forskellige tv-programmer og radioprogrammer. I Israel foreslog han at håndhæve Halakha som kodificeret af Maimonides og håbede, at Israel til sidst ville vedtage Halakha som statslov. Ikke-jøder, der ønsker at bo i Israel, vil have tre muligheder: forblive som "residente fremmede" med begrænsede rettigheder, forlade Israel og modtage kompensation for deres ejendom, eller blive tvangsfjernet uden kompensation. Mens Kahane tjente i Knesset i midten af 1980'erne, foreslog Kahane adskillige love, hvoraf ingen blev vedtaget, for at understrege jødedommen i offentlige skoler, reducere Israels bureaukrati, forbyde seksuelle forhold mellem jøder og ikke-jøder, adskille jødiske og arabiske kvarterer og afslutte kulturelle møder mellem jødiske og arabiske studerende.
Kahane blev myrdet på et hotel i New York City af en egyptisk-født amerikansk statsborger i november 1990. Hans arv påvirker fortsat militante og højreekstremistiske politiske grupper, der er aktive i Israel i dag.